# John Lawson Stoddard

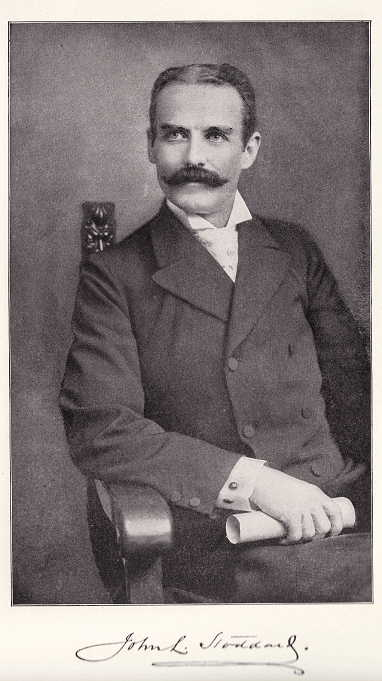
John Lawson Stoddard

John Lawson Stoddard (ur. 24 kwietnia 1850 w Brookline, zm. 5 czerwca 1931 w Merano) – amerykański podróżnik i reportażysta. Był w prostej linii potomkiem teologa Solomona Stoddarda. W 1871 ukończył Williams College i rozpoczął studia teologiczne w Yale Divinity School. Następnie został nauczycielem łaciny i francuskiego w prestiżowej Boston Latin School. W 1874 zrealizował swoje marzenie o podróży do Europy. Odwiedził Grecję, a także Azję Mniejszą, Egipt i Palestynę. Przed powrotem do Ameryki przez pewien czas studiował w Niemczech. W pracy dydaktycznej używał fotografii i innych ilustracji, mimo że sam nigdy nie fotografował. W późniejszych latach życia poświęcił się filantropii. Założył między innymi ochronkę dla bezdomnych sierot. W 1884 wydał swoją pierwszą książkę Red-Letter Days Abroad. Pisał też poezje. Był zwolennikiem żydowskiego osadnictwa w Izraelu.